# Dąbrowa Chełmińska

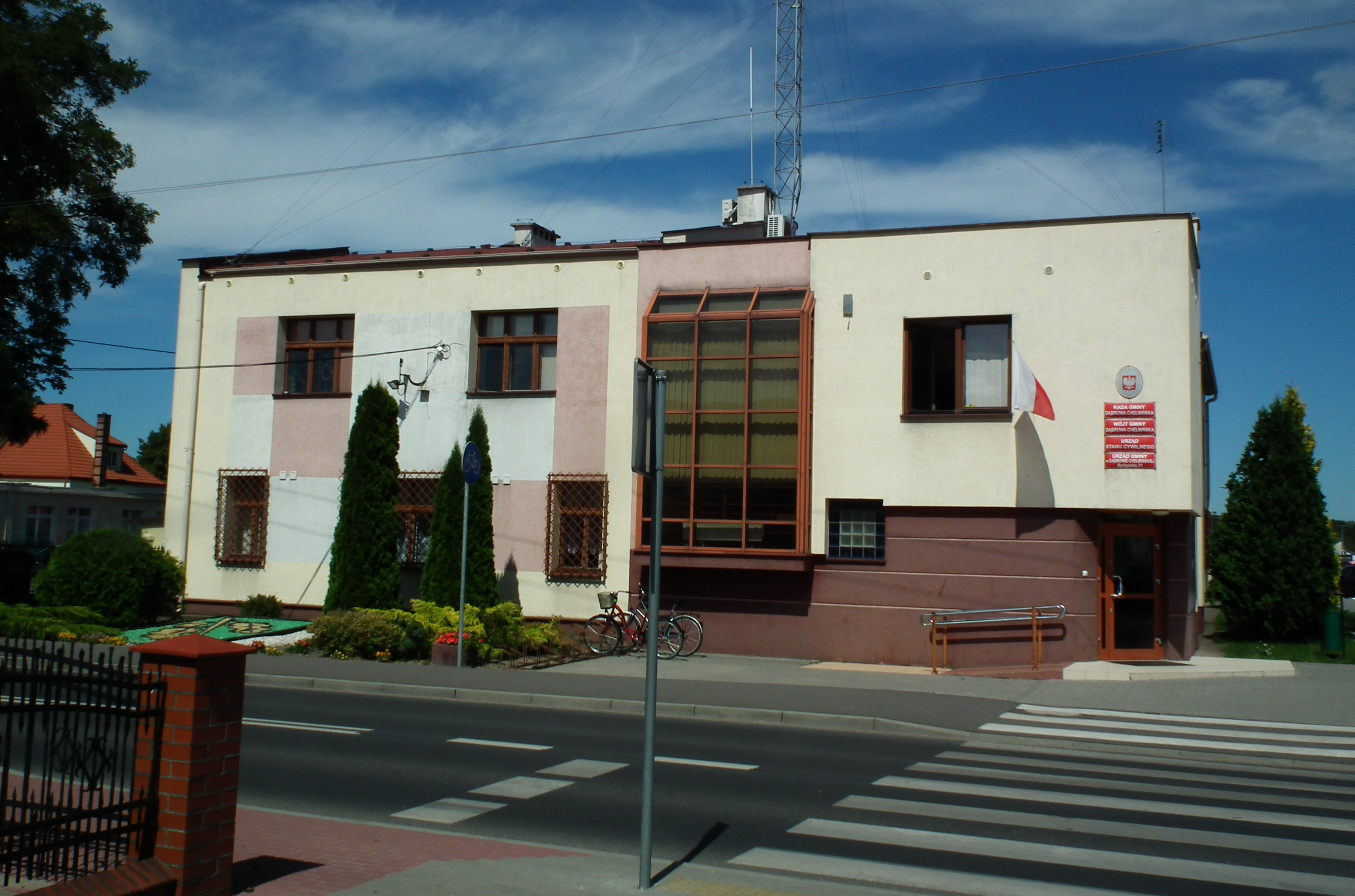
Kommunhuset

Dąbrowa Chełmińskas vapen.

Dąbrowa Chełmińska (tyska före 1866 Dombrowken, 1866–1942 Damerau, 1942–1945 Kulmischdamerau) är en by i Kujavien-Pommerns vojvodskap i norra Polen. Dąbrowa Chełmińska, som är beläget 22 kilometer öster om Bydgoszcz, har 1 400 invånare.